# Aguirre y Aranzábal

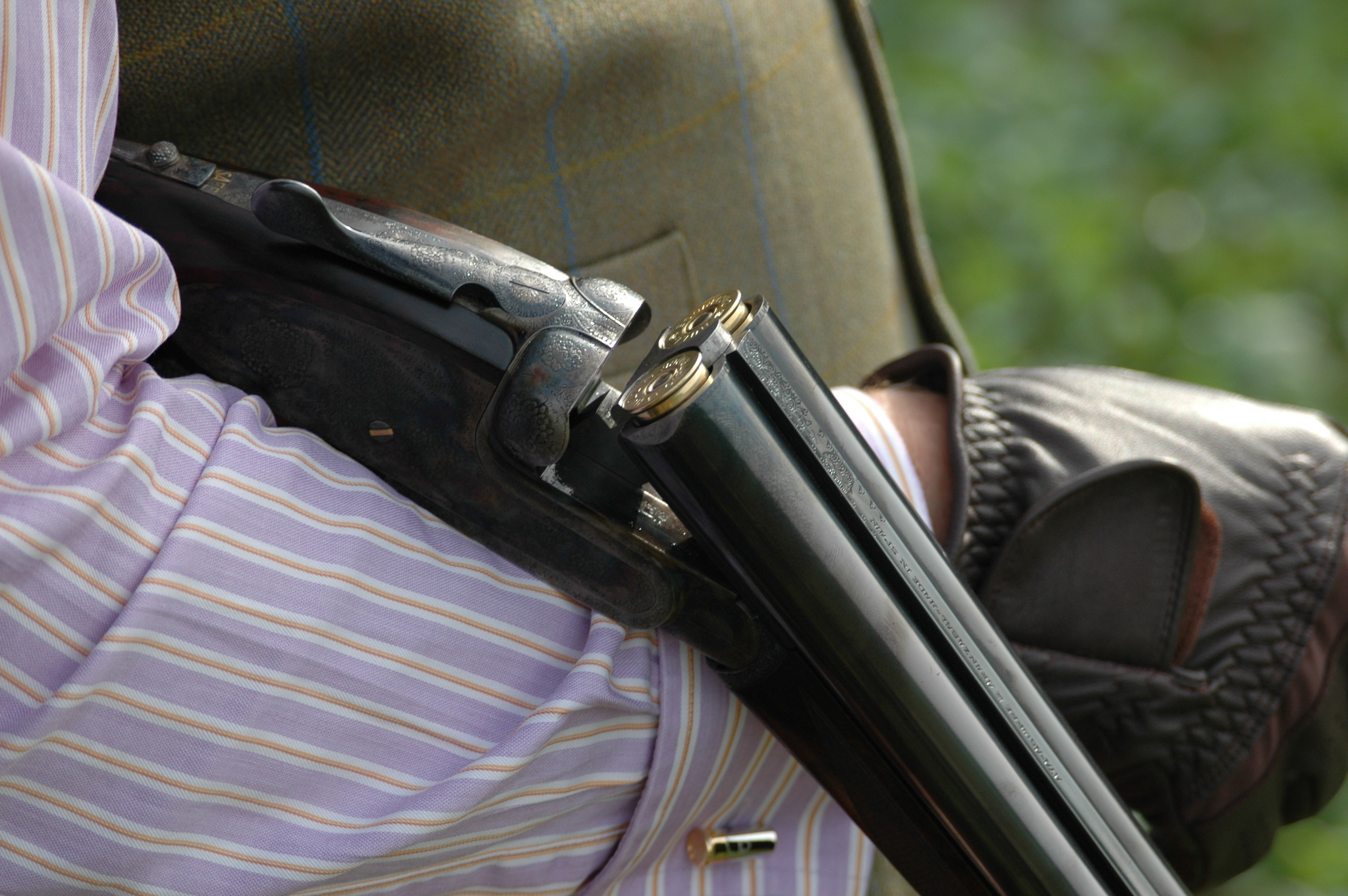
Una escopeta paralela AYA durante una tirada de perdices rojas en Suffolk, Inglaterra

AYA, Aguirre y Aranzábal es una empresa armera   ubicada en la localidad guipuzcoana de Éibar, País Vasco (España), dedicada a la fabricación de escopetas y rifles de lujo. Fue fundada en 1915, llegando a ser una de las mayores fábricas de armas de caza de Éibar. Tras la crisis de la industria del arma de caza de la década de los años 80 del siglo XX y la fallida reconversión del sector armero llevada a cabo por el Gobierno Vasco, mantuvo la marca y se especializó en escopetas y rifles de alta calidad realizados de forma artesanal.

## Historia
En 1915 Miguel Aguirre y Nicolás Aranzábal, después de estar formándose en Barcelona con el armero alemán Eduardo Schiling, fundan un taller dedicado a la fabricación de piezas para la producción armera, que entonces era una actividad en auge en Éibar. El taller de Aguirre y Aranzabal encajaba dentro de la práctica de la producción gremial eibarresa, donde diferentes especialistas realizaban distintas labores y piezas que luego formaban un arma completa. Contaba con varios clientes, siendo el principal Víctor Sarasqueta. Sus instalaciones se ubicaron en un pequeño local de la parte baja de la localidad, cerca de la iglesia de los Carmelitas, y contaban con ocho obreros. Se trasladaron posteriormente a la calle Dos de mayo, en el centro de la población.
Durante la I Guerra Mundial incrementa notablemente su producción, llegando a  más de 20.000 unidades anuales. La guerra civil española, en la que Éibar se mantuvo en línea del frente durante el otoño e invierno de 1936-1937, las instalaciones son destruidas.
Tras la contienda, en 1938, comienzan la fabricación de armas completas bajo la marca "AYA", que pone en el mercado una gama de escopetas estándar, en su mayoría paralelas, tanto en pletina corta como en pletina entera, así como escopetas de un tiro. Durante la II Guerra Mundial aprovecha que los fabricantes de armas de los países implicados en el conflicto se dedican en exclusividad a la fabricación de armas de guerra para introducirse en el nicho de negocio del arma de caza, comenzando a exportar a EE. UU.
A mediados de la década de 1950, en colaboración con los ingleses Andrew y Peter King, se introduce en el mercado del Reino Unido, adecuando su producción al gusto inglés. Los hermanos King trajeron a AYA dos escopetas para que sirvieran como patrones, una de pletina entera Holland & Holland y otra de pletina corta Westley Richards con la acción estándar Anson & Deely. AYA lanzó, basados en esas muestras, los modelos  n.º 1, n.º 2, n.º 4, y n.º 4 de Luxe, que pronto gozaron de gran popularidad.
En la exportación a EE. UU. destacaron los modelos Matador, una enorme pletina corta fabricada en calibre 12 y 10, y el modelo 37, una escopeta de cañones superpuestos con diseño basado en la escopeta Merkel. El modelo n.º 1 de Luxe, realizado con la colaboración de ASI, fue un arma que mantenía la calidad y el acabado de sus competidoras inglesas pero con un coste muy inferior. AYA llegó a exportar el 95% de su producción, teniendo como mercados principales EE. UU. e Inglaterra, convirtiéndose, en los años 60 y 70 del siglo XX, en el mayor fabricante de escopetas de Éibar con más de 500 trabajadores y una producción anual de hasta 20.000 armas de fuego.
En la década de los año 80 del siglo XX, auspiciado por el Departamento de Industria del Gobierno Vasco, se realiza una reconversión del sector armero. En 1985 se crea la empresa Diarm, formada por 21 empresas escopeteras. Se ubica en el barrio de Itziar, en la vecina localidad de Deva, con instalaciones y tecnologías de mecanizado avanzadas en aras de un mayor rendimiento y efectividad. El proyecto fracasa, cerrando Diarm dos años después.
En 1988, tras el cierre de Diarm, catorce antiguos trabajadores de AYA deciden refundar la empresa y recuperar la marca, centrándose en la producción de armas de caza de lujo con el objetivo de fabricar menos pero con mayor calidad. La nueva empresa mantiene una plantilla de 26 trabajadores altamente especializados en las diferentes partes de la construcción de escopetas y rifles.

## Edificio de AYA, Aguirre y Aranzábal

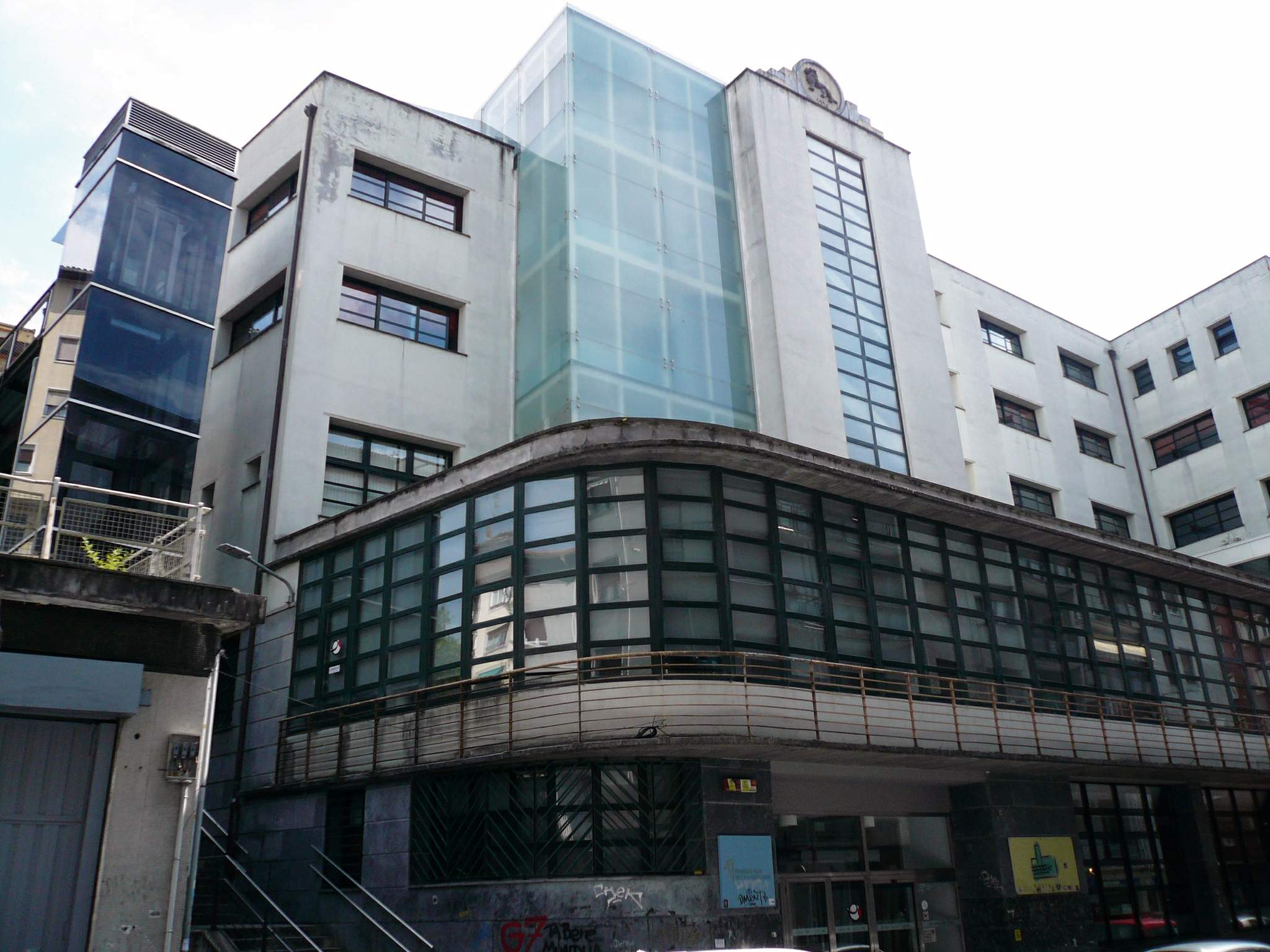
Vista general del edificio AYA.

El edificio donde se ubicó AYA, Aguirre y Aranzábal antes de 1986 es un ejemplo típico de edificación industrial eibarresa. Lo diseñó el arquitecto Raimundo Alberdi Abaunz en 1936 y se construyó tras la Guerra Civil en 1938. 
El edificio está construido en hormigón armado, con una estructura fuerte, versátil e ignófuga posibilitando la ampliación en el futuro. Incorporaba importantes adelantos, como galerías de tiro y espacios reforzados para la prueba de las armas. Se amplió entre 1956 y 1960, adquiriendo su aspecto actual.
El cuerpo central de comunicación, que alberga las escaleras y los ascensores, sobresale en altura sobre la escalonada estructura de terrazas que culminan los demás pisos. Sobre él se dibuja un león, símbolo de la marca de escopetas, y después de la remodelación para convertirlo en casa de cultura, en el año 1996, que fue el año en que pasó a ser la casa de cultura de Éibar, denominándose «Portalea». En estas instalaciones se ubican, entre otros servicios, la biblioteca municipal, una sala de exposiciones de 700 m², una sala de conferencias con 113 butacas y el Museo de la Industria Armera de Éibar.